# Futami Okitama-jinja
Futami Okitama-jinja est un sanctuaire shintoïste. La plage de Futamigaura est réputée pour être le domaine des kamis vénérés dans cette religion. Elle abrite les deux rochers sacrés de Meoto iwa et le sanctuaire d'Okitama. Naguère ce lieu était une escale importante pour les pèlerins. C'est là qu'ils se purifiaient le corps, avant de se rendre dans le sanctuaire d'Ise.

## Géographie
La plage de Futamigaura est située dans l’ancienne ville d'Ujiyamada, aujourd'hui Ise (伊勢市, Ise-shi), dans la préfecture de Mie, que baigne la mer de Genkai, à l'extrémité sud-ouest de la mer du Japon.

## Meoto iwa
Les deux rochers sacrés de Meoto iwa (夫婦岩) sont également connus sous le nom de Rocher mariés (de l'anglais Couple Rock). Ils symbolisent l'union entre la femme et l'homme et expriment l'harmonie ainsi que la félicité des couples heureux. Ils représentent les divinités Izanami et Izanagi.
Reliés entre eux par un shimenawa, une corde sacrée en paille de riz torsadée, ils se situent dans la tradition shintoïste qui leur attribue l'origine de la création des îles du Japon. Le lieu est assimilé à une enceinte sacrée qui doit être exempte de tout type de pollution. 
Cet endroit attire de nombreux touristes de novembre à février car il a la particularité de voir le soleil se lever entre les deux rochers. C'est le jour de l'An qu'il est le plus fréquenté.

## Sanctuaire Futami Okitama

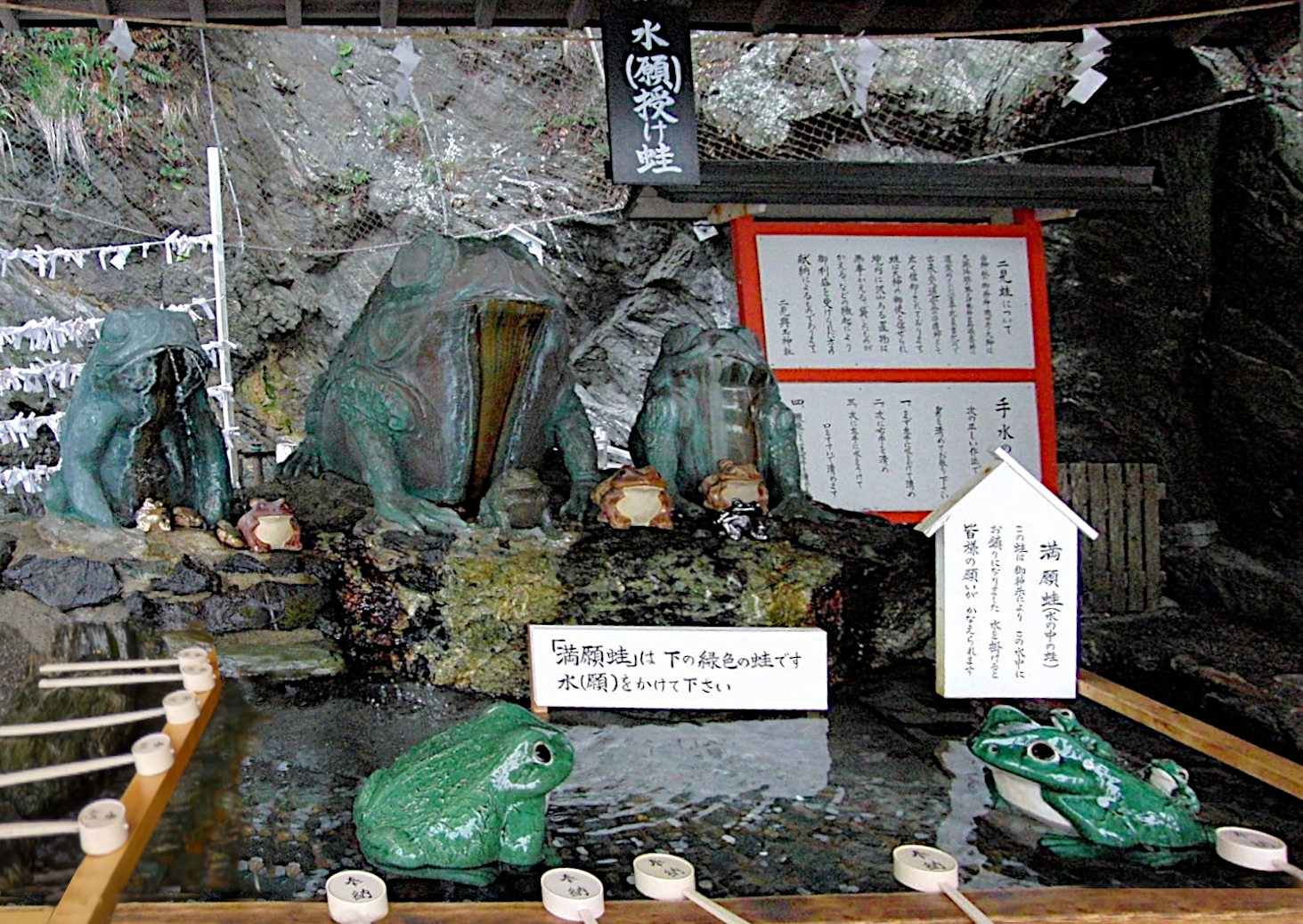
Ise. Les grenouilles du sanctuaire Futami Okitama.

Dans le sanctuaire shinto de Futami Okitama-jinja (二見興玉神社) qui se trouve face à celui de Meoto iwa, les shintoïstes vénèrent le dieu Saruta-hiko. Okitama est considérée pour être la porte du palais du dieu de la mer et une sorte de yorishiro afin que le soleil kami puisse entrer dans le monde. Des centaines de grenouilles ornent le sanctuaire dédié au mariage et au bonheur conjugal.
Il est aussi crédité que ce lieu sacré est dédié à Miketsu-no-kami, la déesse de la nourriture aussi appelée Inari. Elle ne serait autre que le kami Uka no Mitama (Uganomitama, Toyouke-hime, Toyuke no kami) du sanctuaire extérieur (gekû) d'Ise. D'autres noms lui sont attribués, entre autres Ukemochi no kami, Miketsu kami, si l'on se réfère à la chronique des faits anciens rapportée dans le Kojiki, et également dans les chroniques du Japon qui sont inscrites dans le Nihon shoki.
De même, il est également dit que la plage Okitama a servi de yorishiro à la déesse Amaterasu lorsqu'elle est apparue à la princesse Yamatohime-no-mikoto, fille de l'empereur Suinin (垂仁天皇, Suinin Tennō), le 11e empereur du Japon. Yamatohime-no-mikoto recherchait en cet endroit un lieu digne pour y enchâsser le miroir sacré Yata-no-Kagami.

### Manifestations culturelles et festivités
Oshimenawa Harikae Shinji est un festival organisé trois fois par an (en mai, septembre et décembre) au cours duquel est remplacé le shimenawa de plus d'une tonne qui relie les deux rochers sacrés de Meoto iwa.